# Ahikar Azcona
Ahikar Azcona Albizu (* in Igúzquiza, Navarra) ist ein spanischer Schauspieler und Hörfunkmoderator.

## Leben
Azcona besuchte die I.E.S. Tierra Estella. Hauptberuflich arbeitet er als Kfz-Mechatroniker. In Spanien hat er einen Ruf als Influencer und hat viele Abonnenten in den sozialen Netzwerken wie Instagram oder auf YouTube. Azcona hat eine eigene Online-Radiosendung, Ahikarnet Radio.
Von 2019 bis 2021 verkörpert er in der Netflix-Original-Serie Haus des Geldes die Rolle des Matías Caño in insgesamt 21 Episoden.

## Filmografie (Auswahl)
- 2019: Todo es mentira (Fernsehserie, Episode 1x01)
- 2019–2021: Haus des Geldes (La casa de papel) (Fernsehserie, 21 Episoden)
- 2023: Putos Modernos (Miniserie, Episode 1x02)
- 2024: Segunda muerte (Fernsehserie, Episode 1x04)